# وايقان مقدس
وايقان مقدس (بالفارسية: وایقان مقدس) هي منطقة سكنية تقع في إيران في Minjavan-e Gharbi Rural District. يقدر عدد سكانها بـ 46 نسمة .